# 聖維羅尼卡

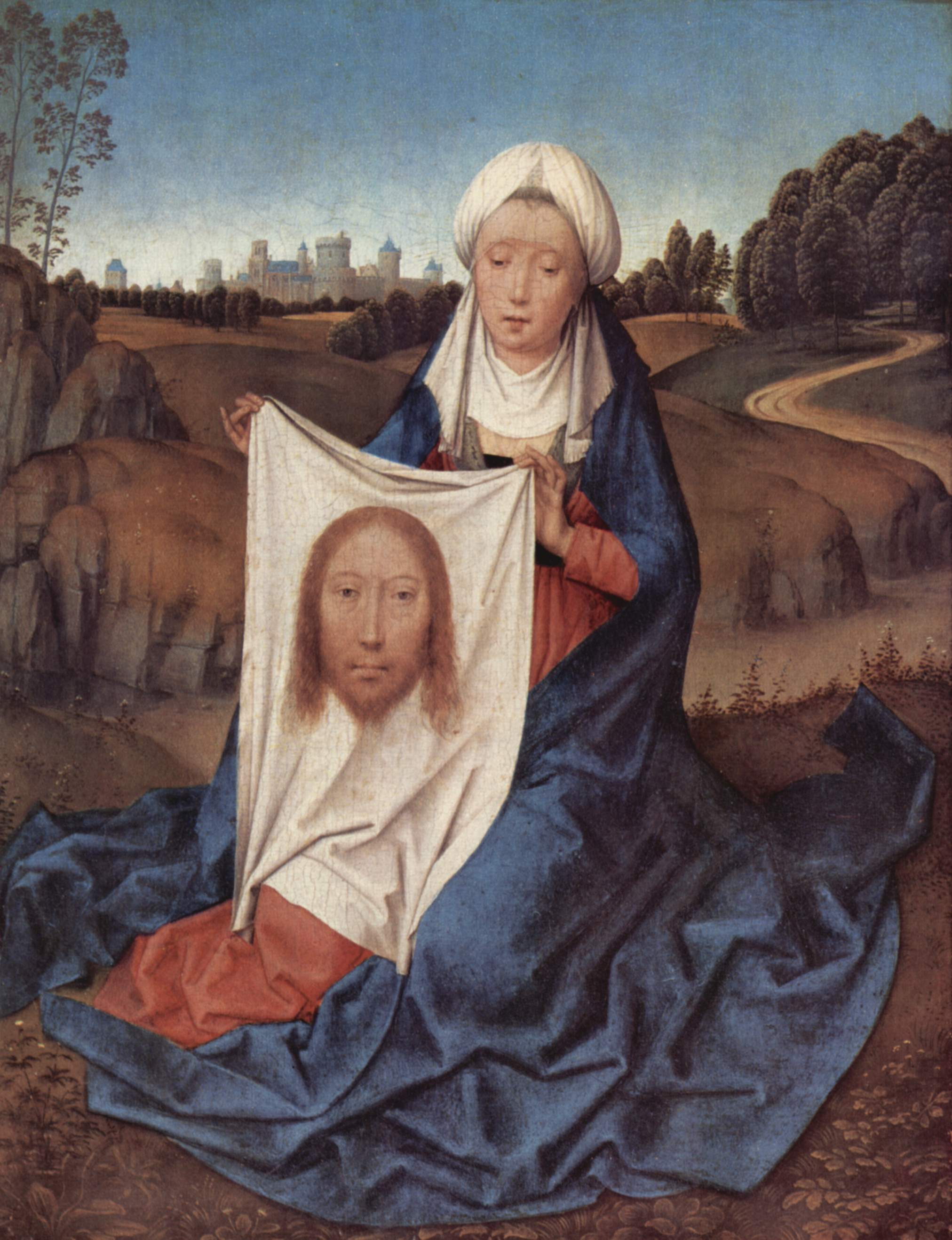
聖維羅尼卡畫像（漢斯·梅姆林繪）

聖維羅尼卡（英語：Saint Veronica）是西元一世紀時耶路撒冷的一位早期基督徒。尼哥底母福音記載她的名字是貝洛尼基（Beronike），「維羅尼卡」是拉丁化的名稱。根據天主教會傳統，耶穌在背著十字架前往各各他的途中遇到了維羅尼卡，她將自己的面紗獻給耶穌以便他擦拭上額。當耶穌將面紗還給維羅尼卡時，他的臉奇蹟似的印在面紗上，於是維羅尼卡面紗成為了聖髑之一。17世紀出版的《聖徒行傳》將她的瞻禮日訂為7月12日。